# Seychellen-Rupie
Die Seychellen-Rupie ist die Währung der Seychellen. Eine Rupie ist in 100 Cents unterteilt. Der ISO-4217-Code ist SCR, sie wird im Land jedoch mit SR abgekürzt und heißt auf Seychellenkreol roupi.
Die Rupie war 2021 in folgender Stückelung im Umlauf:
- Münzen zu 10, 5, 1 SR, und 25, 10, 5, 1 Cent.
- Banknoten zu 500, 100, 50, 25 SR.

Daneben gibt es noch Gold- und Silbermünzen bis zu 1500 SR, die aber kein offizielles Zahlungsmittel sind.

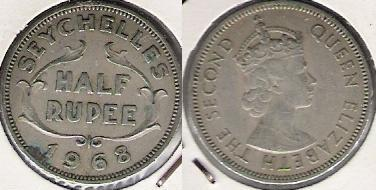
Britisch-kolonialer Vorläufer der Seychellen-Rupie: Half Rupee
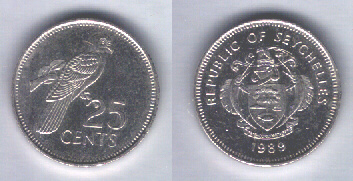
25-Cent-Münze
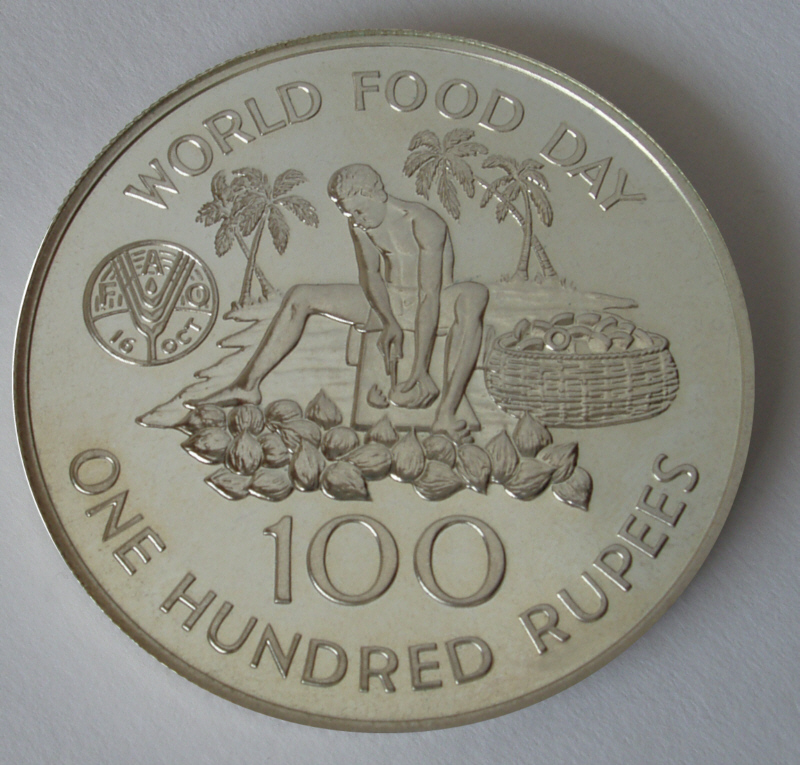
100-Rupien-Sondermünze aus Silber